# Naim Moghabghab
 (mars 2016).
Naim Moghabghab (arabe: نـعـيـم مـغـبـغـب) né le 11 janvier 1911 et mort assassiné le 27 juillet 1959, est un homme politique libanais, figure de l’indépendance du Liban, et fondateur, avec Camille Chamoun, du Parti national-libéral (حزب الوطنيين الأحرار Hizbu-l-waTaniyyīni-l-aHrār ou tout simplement Al-Ahrar).

## Jeunesse et débuts
Ses parents, originaires d'Ain Zhalta (en), émigrèrent en Égypte à cause des perturbations causées par l’Empire ottoman.
Il fréquenta plusieurs écoles élémentaires au Liban dont l’École du patriarcat melkite catholique à Beyrouth, et finit par obtenir son diplôme de droit en Égypte, à l’université Ain Shams. Il sera surnommé L’Avocat des pauvres, et travaillera en tant que correspondant militaire pour les forces anglaises en Égypte durant la Seconde Guerre mondiale.
Il fait la connaissance de Béchara el-Khoury et Riad El Solh au Caire. Et c’est pour combattre le mandat français à leur côté qu’il rentrera au Liban. Il fonde avec Camille Chamoun un cabinet d’avocat situé à Bourj dans le centre-ville de Beyrouth, et se rapproche des milieux politiques et sécuritaires.

## Carrière politique
Naim Moghabghab travaille comme avocat depuis ses débuts. Il fait sa première apparition officielle sur la scène politique libanaise avec l’investiture de Camille Chamoun comme Président de la République. Il est élu député du Chouf en 1953, et réélu en 1957.
Il sera ministre des Travaux publics, de l'Énergie et des Ressources hydrauliques dans le gouvernement de Rachid Karame entre 1955 et 1956. Cette période est connue sous le nom de L’Ère de la reconstruction du Chouf. Il reconstruit les routes du Chouf, et chemine l’eau et l’électricité dans plus de quatre-vingts villages. Il aide à reconstruire les maisons traditionnelles, et institue quelques écoles. Il va s’occuper de tous les citoyens sans différencier entre opposants et sympathisants.
En 1948, il fait partie du Comité d’urgence pour la Palestine, qui va s’occuper de regrouper les volontaires et les armes afin de défendre la cause palestinienne. Il va mettre son journal et ses hommes à la disposition de la cause. Et va lui-même participer à plusieurs batailles.

## Bataille médiatique
Il fonde le journal Al Ekdam avant l’indépendance du Liban. Durant cette période, la bataille pour l’indépendance a premièrement commencé par la modification de la constitution à l'instigation du conseil des ministres, malgré l’opposition des autorités françaises. Le rôle des médias s’intensifie, et culmine dans ce journal. Les autorités françaises comprennent l’importance des journaux et décident d’interdire leur production et distribution. Il va changer le nom du journal, qui devient un point d’interrogation “؟” (Arabe: علامة الاستفهام), ou “؟؟”.
Ce journal sera interdit par les autorités françaises mais il sera imprimé secrètement dans la banlieue de Beyrouth et distribué gratuitement. Il sera utilisé comme lien entre les responsables et le peuple. Mais c’est surtout quand il devient le porte-parole officiel du gouvernement de l’indépendance qu’il atteint son point culminant.
Naim Moghabghab sera aussi un acteur majeur dans sa mission de réduire au silence les journaux pro-français, notamment le journal Al Bachir. Son rôle ne s’arrêtera pas dans son journal, il travaillera aussi comme correspondant pour des sociétés américaines et étrangères, pour lesquelles il transmettra les nouvelles de la révolte, notamment de Beyrouth et Bchamoun.

## Gouvernement de Bchamoun, 1943
Avec l’arrestation du gouvernement à Rachaya, et la création du gouvernement de Bchamoun, il va s’occuper de la protection militaire des ministres. Il forme une milice de jeunes qu’il va armer. Chef des Gardes nationaux, avec l’aide de Adib el Beainy et Munir Takieddine, il collabore avec le ministre de la Défense (Emir Majid Erslan) et dirige les jeunes recrues.
À cette période, les autorités françaises décident de lancer l’offensive à Bchamoun. Le gouvernement va changer de région. Les ministres iront à Sarhamoul. Naim Moghabghab et les recrues volontaires feront face à quatre attaques successives et non fructueuses de la part de l’armée française, ce qui permet au Gouvernement de revenir à Bchamoun.
Il sera connu pour ses attaques continues sur les postes de l’armée française à Beyrouth (sur lesquels il lançait des grenades à main).

## La Guerre de l'honneur: Le Drapeau libanais sur le Parlement
Le 27 avril 1944 sera une journée symbolique dans le processus de l’indépendance du Liban. Lors des manifestations entre pro et anti français, un des soldats français va tenter d'arracher le drapeau libanais du haut du Parlement. Naim Moghabghab lui tire une balle, grimpe et repose le drapeau libanais. Il va être tiré par les soldats français, et sera touché au menton et à l’épaule. Cette journée représente l'émancipation du peuple libanais représenté par son nouveau drapeau.
Les autorités françaises vont œuvrer afin de l'arrêter. Il sera emprisonné, et relâché un an plus tard. Cette journée du 27 avril sera enseignée dans les programmes académiques des écoles libanaises, vu son importance symbolique par rapport à l’indépendance du pays.

## La Révolte de 1958
Avec la montée en force de Gamal Abdel Nasser, Camille Chamoun, partisan de l’idéologie occidentale se retrouve face à face avec les partisans des idéologies arabes. Un soulèvement politique nait contre le président. Ce soulèvement est marqué par des actes de violence et des attaques contre les forces de l’ordre.
Les affrontements commencent à Beyrouth, mais vont se propager au Chouf. Naim Moghabghab va diriger les militaires dans les deux régions. Il va œuvrer à armer les citoyens du Chouf afin de protéger le poste du Président. Il y aura plusieurs affrontements, et plusieurs événements qui vont aggraver la révolte.
Ses forces se regrouperont au village d'Ain Zhalta (en) (Anssar el Aahd, انصار العهد), alors que celles de Kamal Joumblatt seront à Mokhtara (Anssar el Aahd el Soury, انصار العهد السوري) et s’affronteront à plusieurs reprises.

## Assassinat
Les élections de 1957 seront un souvenir de la rivalité entre les deux leaders du Chouf. Avec la victoire de la liste de Naim Moghabghab, et par conséquent la perte de Kamal Joumblatt, les affrontements politiques des deux partis s’accentuent.
En 1959, Naim Moghabghab est invité à un événement officiel à Beiteddine organisé par le gouvernement. À cause des menaces, il décide d’accueillir le Président Fouad Chehab à Ain Zhalta, et d'éviter les déplacements. Il est encouragé par le général de l’armée Adel Chehab et décide de participer à l’événement. Il sera reconnu par des partisans du parti de l’opposition de Kamal Joumblatt, qui vont s’acharner sur lui à Maaser Beiteddine, et le tuer à coup de canifs.
Il lui sera attribué la distinction de Grand Officier de l’Ordre national du Cèdre.